# Michał Kwiecień
Michał Kwiecień (ur. 1 marca 1957 w Lublinie) – polski brydżysta, Arcymistrz Światowy (PZBS), World Grand Master (WBF), odznaczony srebrną odznaką PZBS (2008) sędzia okręgowy, trener II. klasy, zawodnik drużyny Ruch SA AZS PWR I Wrocław.

## Wyniki brydżowe

### Rozgrywki krajowe
W rozgrywkach krajowych zdobywał następujące lokaty:
| Drużynowe mistrzostwa Polski | Drużynowe mistrzostwa Polski | Drużynowe mistrzostwa Polski |
| Sezon                        | Drużyna                      | Pozycja                      |
| ---------------------------- | ---------------------------- | ---------------------------- |
| 2010/11                      | Unia Winkhaus Leszno         | 2                            |
| 2009/10                      | Unia Winkhaus Leszno         | 3                            |
| 2008/09                      | Unia Winkhaus Leszno         | 3                            |
| 2003/04                      | Computerland AZS P Wrocław   | 1                            |
| 2002/03                      | Unia Winkhaus Leszno         | 1                            |
| 2002                         | Unia Winkhaus Leszno         | 2                            |
| 1999                         | Unia Winkhaus Leszno         | 1                            |
| 1998                         | Unia Winkhaus Leszno         | 1                            |

| Mistrzostwa Polski teamów | Mistrzostwa Polski teamów | Mistrzostwa Polski teamów | Mistrzostwa Polski teamów |
| Rok                       | Typ                       | Kategoria                 | Pozycja                   |
| ------------------------- | ------------------------- | ------------------------- | ------------------------- |
| 2003                      | Otwarte                   | Open                      | 1                         |
| 2002                      | Patton                    | Open                      | 1                         |
| 2001                      | IMP                       | Open                      | 1                         |
| 2000                      | Patton                    | Open                      | 1                         |
| 2000                      | IMP                       | Open                      | 1                         |
| 1995                      | IMP                       | Open                      | 1                         |

| Mistrzostwa Polski par | Mistrzostwa Polski par | Mistrzostwa Polski par | Mistrzostwa Polski par |
| Rok                    | Kategoria              | Partner                | Pozycja                |
| ---------------------- | ---------------------- | ---------------------- | ---------------------- |
| 2002                   | Open                   | Jacek Pszczoła         | 2                      |
| 2000                   | Open                   | Jacek Pszczoła         | 2                      |
| 1984                   | Open                   | Marek Wójcicki         | 3                      |

### Olimiady
W olimpiadach w zawodach teamów uzyskał następujące rezultaty:
| Olimpiady brydżowe. Zawody teamów | Olimpiady brydżowe. Zawody teamów | Olimpiady brydżowe. Zawody teamów    | Olimpiady brydżowe. Zawody teamów | Olimpiady brydżowe. Zawody teamów | Olimpiady brydżowe. Zawody teamów |
| Rok                               | Miejsce                           | Zawody                               | Kategoria                         | Drużyna                           | Pozycja                           |
| --------------------------------- | --------------------------------- | ------------------------------------ | --------------------------------- | --------------------------------- | --------------------------------- |
| 2002                              | Salt Lake City                    | 4. Mistrzostwa o Wielką Nagrodę MKOL | Open                              | Poland                            | 2                                 |
| 2000                              | Lozanna                           | 3. Mistrzostwa o Wielką Nagrodę MKOL | Open                              | Poland                            | 4                                 |
| 2000                              | Maastricht                        | 11. Olimpiada Brydżowa               | Open                              | Poland                            | 2                                 |

### Zawody światowe
W światowych zawodach zdobył następujące lokaty:
| Mistrzostwa Świata. Konkurencja teamów | Mistrzostwa Świata. Konkurencja teamów | Mistrzostwa Świata. Konkurencja teamów | Mistrzostwa Świata. Konkurencja teamów | Mistrzostwa Świata. Konkurencja teamów | Mistrzostwa Świata. Konkurencja teamów |
| Rok                                    | Miejsce                                | Zawody                                 | Kategoria                              | Drużyna                                | Pozycja                                |
| -------------------------------------- | -------------------------------------- | -------------------------------------- | -------------------------------------- | -------------------------------------- | -------------------------------------- |
| 2011                                   | Veldhoven                              | 40. Mistrzostwa Świata Teamów          | Trans                                  | Mahaffey                               | 9                                      |
| 2007                                   | Szanghaj                               | 38. Mistrzostwa Świata Teamów          | Trans                                  | Markowicz                              | 5                                      |
| 2006                                   | Werona                                 | 12. Mistrzostwa Świata                 | Open                                   | Milner                                 | 9                                      |
| 2005                                   | Estoril                                | 37. Mistrzostwa Świata Teamów          | Trans                                  | Mahaffey                               | 90                                     |
| 2003                                   | Monte Carlo                            | 36. Mistrzostwa Świata Teamów          | Tran                                   | Jacobs                                 | 40                                     |
| 2002                                   | Montreal                               | 11. Mistrzostwa Świata                 | Open                                   | Burgay                                 | 3                                      |
| 2001                                   | Paryż                                  | 35. Mistrzostwa Świata Teamów          | Open                                   | Poland                                 | 3                                      |
| 2000                                   | Southampton                            | 34. Mistrzostwa Świata Teamów          | Open                                   | Poland                                 | 5                                      |
| 1998                                   | Lille                                  | 10. Mistrzostwa Świata                 | Open                                   | Poletyło                               | 17                                     |
| 1997                                   | Hammamet                               | 33. Mistrzostwa Świata Teamów          | Trans                                  | Gardynik                               | 3                                      |

| Mistrzostwa Świata. Konkurencja par | Mistrzostwa Świata. Konkurencja par | Mistrzostwa Świata. Konkurencja par | Mistrzostwa Świata. Konkurencja par | Mistrzostwa Świata. Konkurencja par | Mistrzostwa Świata. Konkurencja par |
| Rok                                 | Miejsce                             | Zawody                              | Kategoria                           | Partner                             | Pozycja                             |
| ----------------------------------- | ----------------------------------- | ----------------------------------- | ----------------------------------- | ----------------------------------- | ----------------------------------- |
| 2010                                | Filadelfia                          | 13. Mistrzostwa Świata              | Open                                | Włodzimierz Starkowski              | 94                                  |
| 2006                                | Werona                              | 12. Mistrzostwa Świata              | Open                                | Piotr Bizoń                         | 99                                  |
| 2002                                | Montreal                            | 11. Mistrzostwa Świata              | Miksty                              | Ewa Miszewska                       | 104                                 |
| 2002                                | Montreal                            | 11. Mistrzostwa Świata              | Open                                | Jacek Pszczoła                      | 8                                   |
| 1998                                | Lille                               | 10. Mistrzostwa Świata              | Open                                | Jacek Pszczoła                      | 1                                   |
| 1990                                | Genewa                              | 8. Mistrzostwa Świata               | Miksty                              | Lena Bollack                        | 22                                  |

| Mistrzostwa Świata. Konkurencja indywidualna | Mistrzostwa Świata. Konkurencja indywidualna | Mistrzostwa Świata. Konkurencja indywidualna | Mistrzostwa Świata. Konkurencja indywidualna | Mistrzostwa Świata. Konkurencja indywidualna | Mistrzostwa Świata. Konkurencja indywidualna |
| Rok                                          | Miejsce                                      | Zawody                                       | Kategoria                                    | Pozycja                                      |                                              |
| -------------------------------------------- | -------------------------------------------- | -------------------------------------------- | -------------------------------------------- | -------------------------------------------- | -------------------------------------------- |
| 2000                                         | Ateny                                        | 5. Indywidualne Mistrzostwa Świata           | Open                                         | 50                                           |                                              |

### Zawody europejskie
W europejskich zawodach zdobył następujące lokaty:
| Zawody europejskie. Konkurencja teamów | Zawody europejskie. Konkurencja teamów | Zawody europejskie. Konkurencja teamów   | Zawody europejskie. Konkurencja teamów | Zawody europejskie. Konkurencja teamów | Zawody europejskie. Konkurencja teamów |
| Rok                                    | Miejsce                                | Zawody                                   | Kategoria                              | Drużyna                                | Pozycja                                |
| -------------------------------------- | -------------------------------------- | ---------------------------------------- | -------------------------------------- | -------------------------------------- | -------------------------------------- |
| 2013                                   | Opatija                                | 12. Puchar Europy                        | Open                                   | Ruch SA AZS Politechnika Wroclaw       | 3                                      |
| 2009                                   | San Remo                               | 4. Otwarte Mistrzostwa Europy            | Open                                   | Poland                                 | 17                                     |
| 2008                                   | Pau                                    | 49. Mistrzostwa Europy Teamów            | Open                                   | Poland                                 | 14                                     |
| 2007                                   | Antalya                                | 3. Otwarte Mistrzostwa Europy            | Open                                   | Waldi                                  | 59                                     |
| 2005                                   | Teneryfa                               | 2 Otwarte Mistrzostwa Europy             | Open                                   | Poland 2                               | 52                                     |
| 2003                                   | Rzym                                   | 2. Puchar Europy                         | Open                                   | Unia Winkhaus Leszno                   | 7                                      |
| 2003                                   | Mentona                                | 1. Otwarte Mistrzostwa Europy            | Open                                   | Millner                                | 17                                     |
| 2001                                   | Teneryfa                               | 45. Mistrzostwa Europy Teamów            | Open                                   | Poland                                 | 3                                      |
| 1999                                   | Malta                                  | 44. Mistrzostwa Europy Teamów            | Open                                   | Poland                                 | 6                                      |
| 1997                                   | Montecatini                            | 43. Mistrzostwa Europy Teamów            | Open                                   | Poland                                 | 2                                      |
| 1982                                   | Salsomaggiore                          | 8. Młodzieżowe Mistrzostwa Europy Teamów | Juniorzy                               | Poland                                 | 1                                      |

| Zawody europejskie. Konkurencja par | Zawody europejskie. Konkurencja par | Zawody europejskie. Konkurencja par | Zawody europejskie. Konkurencja par | Zawody europejskie. Konkurencja par | Zawody europejskie. Konkurencja par |
| Rok                                 | Miejsce                             | Zawody                              | Kategoria                           | Partner                             | Pozycja                             |
| ----------------------------------- | ----------------------------------- | ----------------------------------- | ----------------------------------- | ----------------------------------- | ----------------------------------- |
| 2009                                | San Remo                            | 4. Otwarte Mistrzostwa Europy       | Open                                | Rafał Jagniewski                    | 164                                 |
| 2007                                | Antalya                             | 3. Otwarte Mistrzostwa Europy       | Open                                | Rafał Jagniewski                    | 9                                   |
| 2005                                | Teneryfa                            | 2. Otwarte Mistrzostwa Europy       | Open                                | Piotr Bizoń                         | 10                                  |
| 2003                                | Mentona                             | 1. Otwarte Mistrzostwa Europy       | Open                                | Wojciech Olański                    | 320                                 |
| 2001                                | Sorrento                            | 11. Mistrzostwa Europy Par          | Open                                | Wojciech Olański                    | 12                                  |
| 1999                                | Warszawa                            | 10. Mistrzostwa Europy Par          | Open                                | Jacek Pszczoła                      | 111                                 |
| 1997                                | Haga                                | 9. Mistrzostwa Europy Par           | Open                                | Jacek Pszczoła                      | 77                                  |
| 1992                                | Ostenda                             | 2. Mistrzostwa Europy Mikstów       | Mikst                               | Lena Bollack                        | 29                                  |
| 1989                                | Salsomaggiore                       | 5. Mistrzostwa Europy Par           | Open                                | Marek Wójcicki                      | 58                                  |

### Inne zawody
W innych zawodach zdobył następujące lokaty:
| Inne zawody. Konkurencja teamów | Inne zawody. Konkurencja teamów | Inne zawody. Konkurencja teamów      | Inne zawody. Konkurencja teamów | Inne zawody. Konkurencja teamów | Inne zawody. Konkurencja teamów |
| Rok                             | Miejsce                         | Zawody                               | Kategoria                       | Drużyna                         | Pozycja                         |
| ------------------------------- | ------------------------------- | ------------------------------------ | ------------------------------- | ------------------------------- | ------------------------------- |
| 2003                            | Jokohama                        | NEC Bridge Festival – Jokohama. 2003 | Open                            | -                               | 2                               |

| Inne zawody. Konkurencja par | Inne zawody. Konkurencja par | Inne zawody. Konkurencja par | Inne zawody. Konkurencja par | Inne zawody. Konkurencja par | Inne zawody. Konkurencja par |
| Rok                          | Miejsce                      | Zawody                       | Kategoria                    | Partner                      | Pozycja                      |
| ---------------------------- | ---------------------------- | ---------------------------- | ---------------------------- | ---------------------------- | ---------------------------- |
| 2001                         | Las Vegas                    | Cavendisj Invitational. 2001 | Open                         | Jacek Pszczoła               | 1                            |